# Walt Disney Educational Productions
Walt Disney Educational Productions ou Walt Disney Educational Media est une filiale de la Walt Disney Company spécialisée dans la production de produits ou supports éducatifs. Elle gère aussi le catalogue de courts métrages éducatifs produits par le studio à partir des années 1940.

## Historique
À l'origine le studio d'animation Disney a été sollicité par différentes agences institutionnelles durant la Seconde Guerre mondiale pour réaliser des courts métrages éducatifs, des supports de formation et pour des explications médicales ou scientifiques. Une fois la guerre finie, un service dédié a continué à produire des courts métrages pour des entreprises que ce soit pour des besoins internes ou publicitaires comme pour la télévision. Le service est alors dirigé par Carl Nater qui dépendait à la fois de Walt et Roy Disney, créativité et financier. Échaudé par des spécialistes de l'éducation, Walt Disney se désengage de la notion éducative préférant faire des films distrayants et si quelqu'un y trouve une valeur éducative tant mieux. Carl Nater quitte peu après le studio pour un poste d'enseignant dans l'Arkansas, le service est connu comme celui des productions 16mm.
Seul le département à but éducatif, ou scolaire, a vu la création d'une entreprise dédiée en raison des avantages de l'animation comme support explicatif. Frank Thomas et Ollie Johnston listent quelques avantages : « que ce soit pour un concept philosophique, un phénomène naturel ou une machine complexe, l'animation permet de le rendre vivant dans l'imagination du spectateur comme la série de films sur le climat qui permettent aux pilotes de voir l'anatomie des nuages et tempêtes ». Pour un film sur le cycle menstruelle comme The Story of Menstruation (1946), l'utilisation de dessins permet de réduire les réactions des spectateurs à la vision d'acteurs. Pour Donald au pays des mathémagiques (1959), le dessin permet d'appréhender des concepts comme l'arithmétique. Cette société a été créée le 25 juin 1969 et est surtout active aux États-Unis.
La société s'appelait à ses débuts Walt Disney Educational Materials Company.
De 1974 à 1982, son vice-président exécutif était James Jamirro, arrivé l'année précédente.
En 1988, des informaticiens furent « retirés » de la branche nommée Disney Educational Software, de cette filiale afin de créer la société Walt Disney Computer Software qui a produit des jeux vidéo éducatifs avant d'être intégrée à la filiale Disney Interactive en 1994.
Cette société dépend des studios de productions et produits aussi bien des livres, des films, des supports interactifs et même gère un site internet afin d'aider les élèves comme les enseignants.
Il existe une autre société « éducative » destinée aux entreprises nommée Disney Institute plutôt orientée vers la gestion de personnel.
Le 29 mai 2019, dans le procès qui l'opposait à Disney concernant les droits de l'émission Bill Nye The Science Guy, Bill Nye a attendu trop longtemps pour faire appel et réclamer 37 millions d'USD, mettant fin au procès prévu pour septembre.

## Filmographie

### Crédits officiels
- Crack: The Big Lie (1987)
- Recycle Rex (1992)
- Big Brother Blues (1992, télé)
- "Bill Nye, the Science Guy" (1993, distribution)
- "Going Wild with Jeff Corwin" (1997)
- Miracle at Midnight (1998, télé)
- Let's Talk Puberty for Boys (2006, vidéo)
- Let's Talk Puberty for Girls (2006, vidéo)